# Hadi Sacko
Hadi Sacko (* 24. März 1994 in Corbeil-Essonnes) ist ein malisch-französischer Fußballspieler.

## Karriere

### Verein
Sacko unterschrieb seinen ersten Profivertrag am 31. Mai 2012 bei Girondins Bordeaux mit einer Laufzeit von drei Jahren. Die Rückrunde der Saison 2013/14 verbrachte er in der zweiten französischen Liga bei Le Havre AC und erzielte dort in 18 Spielen vier Tore.
Für die Saison 2014/15 wurde Sacko von Sporting Lissabon verpflichtet. In der ersten Mannschaft konnte er sich jedoch nicht durchsetzen und wurde dadurch in die Reservemannschaft versetzt.
Nach einer kurzen Station bei FC Sochaux verbrachte er die Spielzeit 2016/17 auf Leihbasis bei Leeds United. Nachdem er mit seinen Leistungen die Vereinsverantwortlichen überzeugen konnte, wurde Sacko von Leeds United für zwei Jahre fest verpflichtet. In der neuen Saison gelangen ihm jedoch keine Tore, sodass er in der Hinrunde der Saison 2018/19 nach Spanien zu UD Las Palmas wechselte.
Die Rückrunde der Saison 2018/19 verbrachte Sacko ebenfalls auf Leihbasis in der Süper Lig bei MKE Ankaragücü. Nach 15 Einsätzen und drei Toren wurde er für die Saison 2019/20 vom ägäischen Verein Denizlispor fest verpflichtet und mit einem Zwei-Jahres-Vertrag ausgestattet. 2021 wechselte er nach Rumänien zum CFR Cluj. 2022 kehrte er in die Türkei zu Adanaspor zurück.

### Nationalmannschaft
Sacko lief zwischen 2010 und 2014 für die französischen Jugendnationalmannschaften auf. Nachdem er für die A-Nationalmannschaft nicht berücksichtigt worden war, entschied er sich, fortan für die malische Nationalmannschaft aufzulaufen.